# 台湾鉄道少女

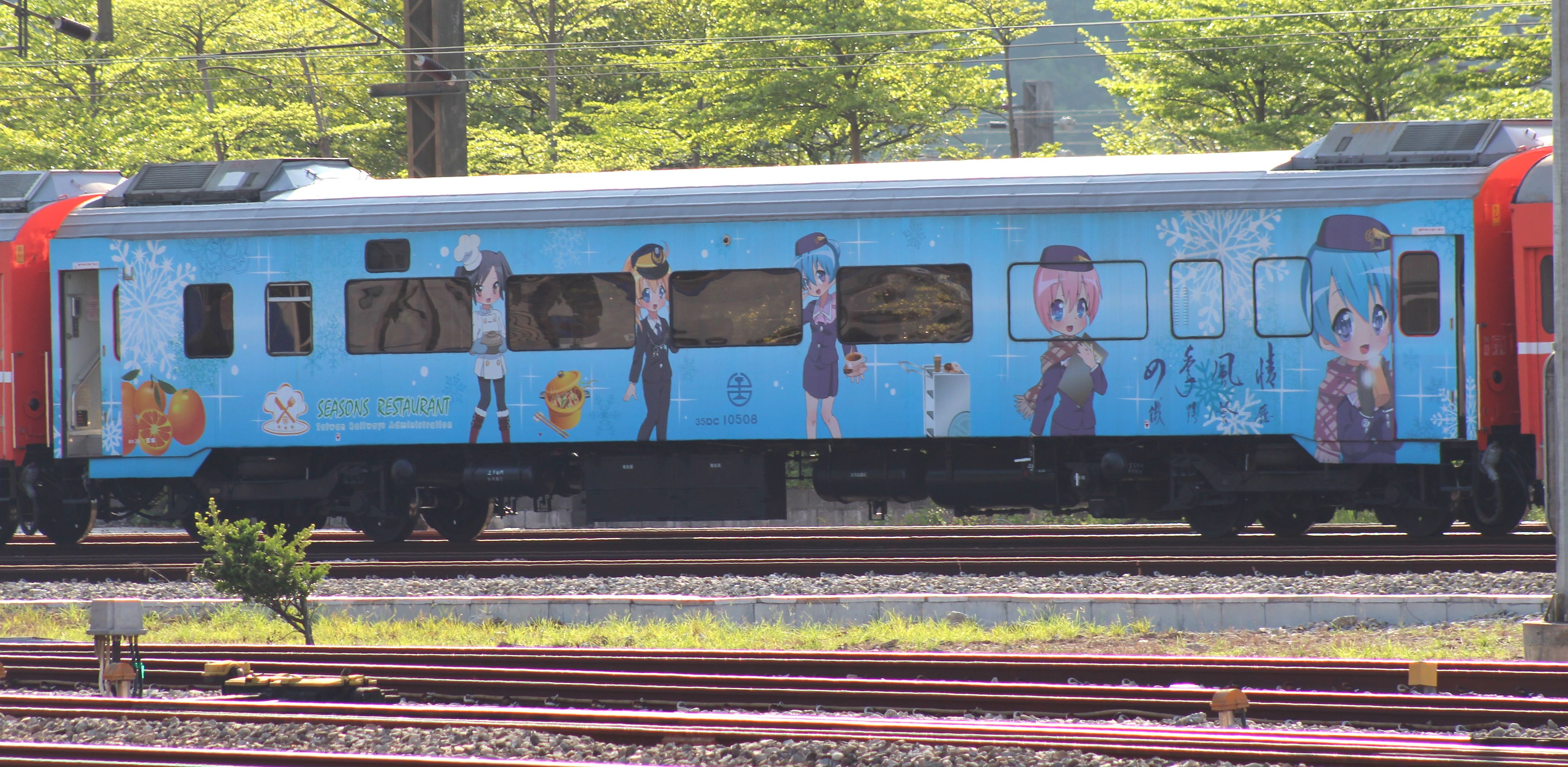
ラッピング列車（冬版）

台湾鉄道少女（たいわんてつどうしょうじょ、中国語: 台灣鐵道少女、英語: Miss Taiwan Railway）は、台湾鉄路管理局の事実上の公認マスコットキャラクターである。別名は台鉄少女（たいてつしょうじょ、中国語: 台鐵少女）。

## 来歴
2012年12月、台湾鉄路管理局は観光列車の環島之星号に台湾において22年ぶりに復活する食堂車のラッピングとして萌えキャラを採用することになった。その後グッズなども台湾鉄路管理局ファンショップなどで販売されるようになった。台湾の視野文化創意工作室がキャラクターデザインを担当している。

## キャラクター

### 芮兒
芮兒（レール/Rail）は台北車班組所属の車掌（車長）であり、外見は金髪の美女、性格は活発で情熱的で乗客に親切。誕生日は12月5日、射手座で血液型はA型。

### 阿霞
阿霞（シア/Hsia）は台湾鉄路餐廳所属の主任コック（廚師）であり、天才的な腕前で乗客に最高級な料理を提供する。誕生日は3月3日、魚座で血液型はB型。

### 愛麗絲
愛麗絲（アリス/Alice）は七堵車勤部所属の乗務員（服務員）であり、性格は冷静沈着。誕生日は7月15日、蟹座で血液型はA型。桃樂斯とは二卵性双生児の姉妹である。

### 桃樂斯
桃樂斯（ドロシー/Dorothy）は七堵車勤部所属の乗務員（服務員）であり、性格は親切で朗らか。誕生日は7月15日、蟹座で血液型はO型。愛麗絲とは二卵性双生児の姉妹である。

### 芮薇
芮薇（レイルウェイ/Railway）は七堵機務段所属の運転士（司機員）であり、細かい気配りが出来、様々な動力車を運転できるなど、運転技術は一流。誕生日は10月12日で天秤座、血液型はO型。前四人より後に登場。芮兒とは同姓だが縁者ではない。

## 騒動
2017年秋に一卡通票證公司が台湾鉄道少女デザインの4種の限定版一卡通を発売したが、このうち1種に芮兒が制服姿で土下座しているイラストが含まれていた。台鉄の駅員や乗務員が加盟する労組「台湾鉄路産業工会」に対する根回しもなく採用されたことで、「敬意を欠いている」と労組が反発しただけでなく台鉄局長が立法院の質疑に召喚されるなど騒動が拡大し、芮兒版のみ販売停止に追い込まれた。

## 関連項目

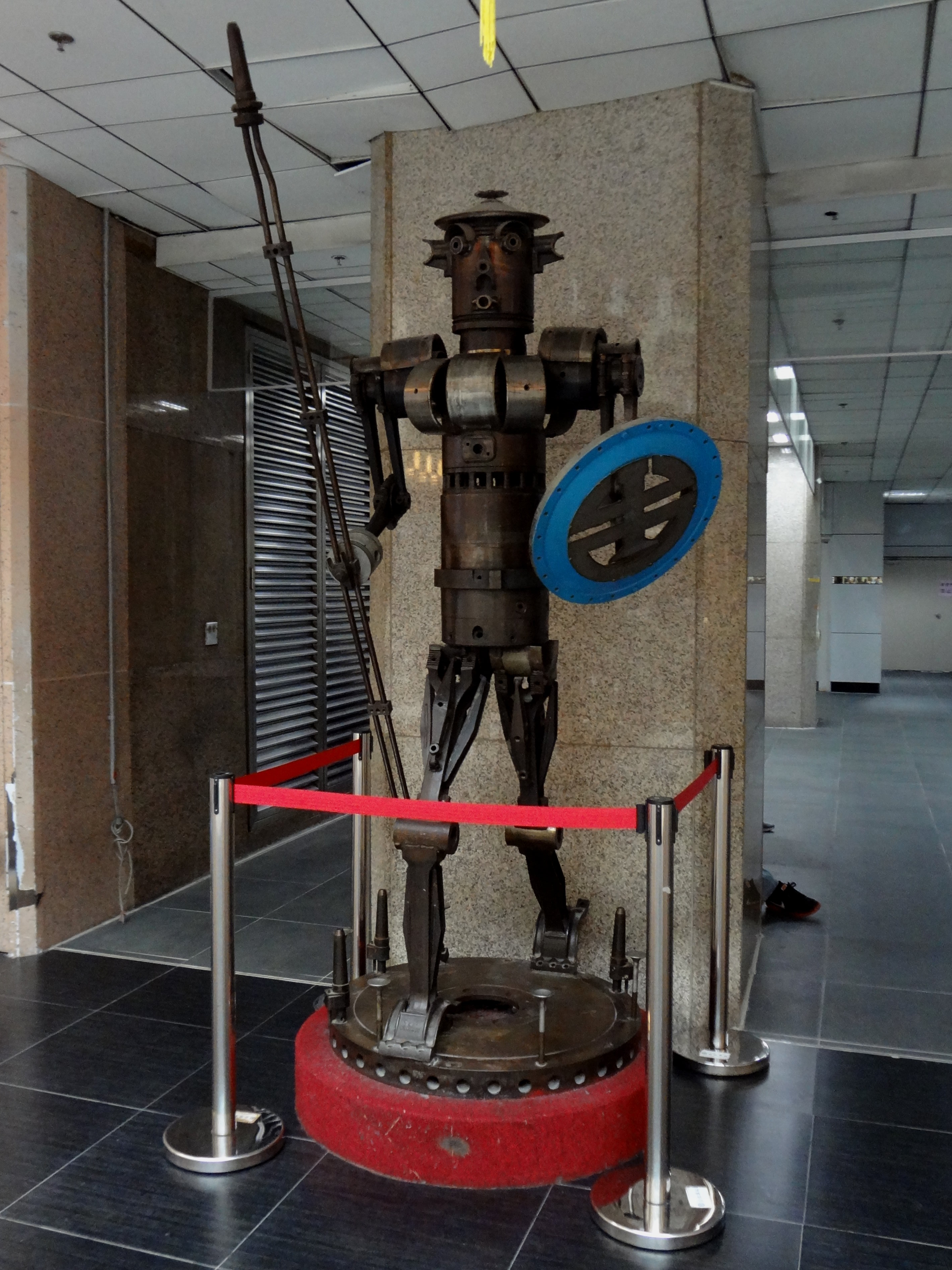
台鐵機器人